# Antonín Sova

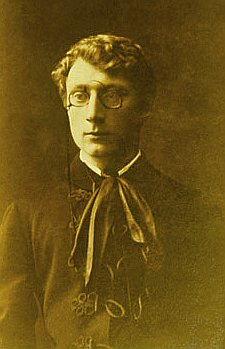
Antonín Sova en 1885.

Antonín Sova (Pacov, 26 de febrero de 1864 – ídem, 16 de agosto de 1928) fue un poeta checo.

## Vida

Antonín Sova en 1920.

Nació en Pacov, una pequeña ciudad del sur de Bohemia, por entonces parte del Imperio austro-húngaro. Con dos años su familia se trasladó a la cercana Lukavec. Su padre, Jan, era profesor y maestro de coro, que componía música ocasionalmente. Su madre murió cuando él tenía 15 años, y su padre volvió a casarse, con una mujer (Sabina), con la que el joven Sova nunca tuvo buena relación. En Lukavec Antonín frecuentó a las hermanas de Jaroslav Vrchlický. Estudió en Pelhřimov, Tábor, y desde 1881 hasta 1885 en Písek. En Písek conoció al poeta local Adolf Heyduk, que le ayudó a publicar su primeros poemas en revistas literarias, bajo los pseudónimos Ilja Georgov y Valburga Turková (este en la revista Lumír). Recibió las peores notas escolares de "moral" por ignorar la prohibición usando, en un parque, una corbata tricolor como emblema nacional.  
Comenzó a estudiar Derecho en la Universidad de Praga, pero no acabó la carrera por falta de dinero. Jaroslav Vrchlický le ayudó dándole trabajo en el departamento editorial de la Enciclopedia de Otto, donde estuvo solo un año. Su siguiente trabajo fue en el departamento médico del Ayuntamiento de Praga. Finalmente, desde 1898 hasta su jubilación, fue director de la Biblioteca Municipal de Praga.
En 1900 se casó con Marie Kovaříková, que tenía casi veinte años menos que él. En 1901 tuvieron un hijo, Jan. Varios años después, el matrimonio se rompió. Sova contrajo una enfermedad (probablemente sífilis) que le tuvo paralizado las dos últimas décadas de su vida. Tras la independencia de Checoslovaquia (1918) fue frecuentemente visitado por jóvenes poetas de distintos estilos e inclinaciones políticas. En 1924 se trasladó "en su tumba de crin de caballo" a Pacov, donde murió en una noche tormentosa de agosto de 1928. Su funeral se celebró en Praga, pero sus restos fueron depositados en una tumba de granito en Pacov.

## Comienzo de su carrera literaria
En 1897 Sova estuvo entre los escritores que fundaron la primera sociedad literaria oficial checa, llamada Máj. Su primeros poemarios publicado fueron Realistické sloky ("estrofas realistas", 1890), Květy intimních nálad ("flores de ánimos íntimos", 1891), Z mého kraje ("desde mi país", 1893), Soucit a vzdor ("compasión y desafío", 1894), y Zlomená duše ("alma rota", 1895).
Sova apoyó el movimiento nacionalista de los años 1890 en torno al proceso Omladina. Con otros once escritores, firmó el manifiesto Česká moderna (1895) en demanda de libertad de expresión, reformas sociales e individualismo en las artes. El reflejo de este manifiesto en la obra de Sova es la colección Vybouřené smutky ("surgimiento de los dolores", 1897).
En 1897 Theodor Mommsen escribió, en tono nacionalista, una carta dirigida a los alemanes de Austria (An die Deutschen in Österreich) que fue publicada en el peridico vienés Neue Freie Presse. En ella motejaba a los checos como "apóstoles de la barbarie", añadiendo que "el cráneo checo es impermeable a la razón, pero susceptible a los golpes". Antonín Sova escribió una respuesta en verso (A Theodor Mommsen). El poema, en el que llama a Mommsen "codicioso" y "arrogante portavoz de la esclavitud", se convirtió en la respuesta nacional al imperialismo alemán de su tiempo, haciendo de Sova uno de los más famosos poetas de su generación.

## Últimas obras
- Údolí nového království ("valle de un nuevo reino", 1900), Dobrodružství odvahy ("aventuras de valor", 1906) – colecciones de poesía social, el nuevo reino utópico es un símbolo de esperanza.
- Ještě jednou se vrátíme ("volveremos una vez más", 1900) – poesía íntima sobre el amor apasionado y las amarguras de la vida.
- Lyriky lásky a života ("lírica del amor y la vida", 1907), Drsná láska ("amor mordaz", 1927) – colecciones de poemas sobre el enamoramiento y el desamor.
- Povídky a menší črty (1903), O milkování, lásce a zradě (1909) – colecciones de historias breves.
- Ivův román ("novela de Ivo", 1902), Výpravy chudých ("viajes de los pobres", 1903), Tóma Bojar (1910) – novelas psicológicas y sociales.
- Pankrác Budecius, kantor ("Pankrác Budecius, maestro", 1916) – novela protagonizada por un maestro rural en el siglo XVIII.